# Cezar Dinu
Cezar Dinu (n. 30 august 1975 - d. 16 martie 2003) a fost un fotbalist român care a evoluat pe postul de mijlocaș. În cariera sa a jucat 101 meciuri în prima ligă la Rocar București, Unirea Focșani, Dinamo București, Astra Ploiești, Chindia Târgoviște etc. A decedat în 2003 în urma unui accident de autovehicul în care se afla la volan colegul său de echipă de la Focșani, Ionuț Botezatu (20 ani). El a fost operat la Spitalul de Urgență din București, dar, din cauza multiplelor traumatisme craniene și toracice suferite, a decedat la secția de terapie intensivă, după câteva zile de comă.